# ۱۲۱۲ (قمری)
۱۲۱۲ (قمری)، هزار و دویست و دوازدهمین سال در گاهشماری هجری قمری است. اول محرم این سال برابر با بیست و ششم ژوئن سال ۱۷۹۷ میلادی است.

## وابسته
- میرعبدالوهاب